# Trichosporon inkin
Trichosporon inkin är en svampart som först beskrevs av Oho, och fick sitt nu gällande namn av Carmo Souza & Uden 1967. Trichosporon inkin ingår i släktet Trichosporon och familjen Trichosporonaceae.   Inga underarter finns listade i Catalogue of Life.